# Потворице
Потворице (слч. Potvorice) насељено је мјесто са административним статусом сеоске општине (слч. obec) у округу Ново Место на Ваху, у Тренчинском крају, Словачка Република.

## Становништво
| Година:    | 1994. | 2004.   | 2014.   | 2024.    |
| ---------- | ----- | ------- | ------- | -------- |
| Број људи: | 528   | 561     | 609     | 714      |
| Разлика:   |       | +6,25 % | +8,55 % | +17,24 % |

| Година:    | 2023. | 2024.   |
| ---------- | ----- | ------- |
| Број људи: | 707   | 714     |
| Разлика:   |       | +0,99 % |

Према подацима о броју становника из 2024. године насеље је имало 714 становника.